# Goszczanowo (przystanek kolejowy)
Goszczanowo – nieczynny kolejowy przystanek osobowy w Goszczanowie, w województwie lubuskim, w Polsce.